# Житие
Житието е основен литературен жанр, характерен за средновековната книжнина. То представлява животоописание (кратко или пространно) на личност, канонизирана от християнската църква и призната за религиозен и нравствен еталон. Използва се в богослужението. Използва се най-често за описване на живота на светци.
В богослужението се използват така наречените Проложни или Кратки жития, които разказват сбито живота на светеца, честван през съответния ден. Предназначени са за слушане в църква, те са записани в специални сборници (пролози).
Житието е от първостепенно място за старобългарската литература, заедно със слово, поучение и беседа, най-вече заради това, че житията са неотменна част от четените на празници в църквите текстове.